# Quantificador universal
En lògica matemàtica, es fa servir el símbol {\displaystyle \forall }, anomenat quantificador universal, anteposat a una variable per dir que "per a tot" element d'un cert conjunt es compleix la proposició donada a continuació. El text es pot representar amb el caràcter ∀. Normalment, en lògica, el conjunt al qual es refereix és l'univers o domini de referència, en el qual apareixen totes les constants.

## Exemple

Exemple

Si tenim dos conjunts A i B, i A és un subconjunt de B:
{\displaystyle A\subset B\;\land \;A\not =B}
Tot element x de A pertany a B:
{\displaystyle \forall x\in A\;\rightarrow \;x\in B\,}
Com que A i B són conjunts diferents, no tots els elements y de B pertanyen a A:
{\displaystyle \lnot \forall y\in B\;\rightarrow \,y\in A\,}
que es pot llegir llegir: no per tots els elements y de B, implica que y pertany a A.

## Relació quantificador universal i el quantificador existencial
Donada una expressió P(x), segons el quantificador universal es pot transformar en una altra equivalent amb el quantificador existencial:
{\displaystyle \forall x\,P(x)\;\Leftrightarrow \;\lnot \exists x\,\lnot P(x)\,}
que podríem llegir: es el mateix dir que per a tot x es compleix P(x), que dir que no hi ha un x que no compleixi P(x).
Segons l'exemple anterior:
{\displaystyle \forall x\in A\;\rightarrow \;x\in B\,}
Per a tot x que pertany a A implica que x pertany a B, que podem expressar:
{\displaystyle \lnot \exists x\in A\;\rightarrow \;x\notin B\,}
Si no hi ha un x de A, llavors x no pertany a B.